# شهدطوطی قهوه‌ای
شهدطوطی قهوه‌ای (نام علمی: Chalcopsitta duivenbodei) نام یک گونه از سرده برنزی‌طوطی‌ها است.